# Los Amates
Los Amates é uma cidade da Guatemala do departamento de Izabal.